# Panellenio Protathlema 1956-1957
La Panellenio Protathlema 1956-1957 è stata la 21ª edizione del campionato di calcio greco conclusa con la vittoria dell'Olympiacos Pireo, al suo tredicesimo titolo.
Capocannoniere del torneo fu Petros Christoforidis (Proodeftiki) con 15 reti.

## Formula
Le squadre partecipanti disputarono una prima fase a carattere regionale.
Furono ammesse alla finale nazionale dieci club che disputarono un girone di andata e ritorno per un totale di 18 partite.
Alla vincente venivano assegnati 3 punti, due al pareggio e uno in caso di sconfitta.
Il PAE Ethnikos Piraeus fu accusato di professionismo per aver contattato Ferenc Puskás e fu penalizzato di quattro punti oltre alla sconfitta a tavolino negli ultimi quattro incontri.
Ethnikos era il leader del campionato, con quattro punti di vantaggio a 4 partite dalla fine (Ethnikos aveva battuto l'Olympiacos 0-1 e il Panathinaikos 2-1). Ethnikos avrebbe dovuto affrontare il rivale dell'Olympiakos nel derby, ma è stato penalizzato dall'Associazione Ellenica (fortemente influenzata dal POK). Il POK era un'alleanza di Olympiacos, Panathinaikos e AEK che non voleva che Ethnikos e il suo presidente Dimitris Karellas salissero di livello. Se Ethnikos avesse ingaggiato i giocatori ungheresi (Puskás, Kocsis, Czibor), la storia del calcio greco ed europeo sarebbe stata molto diversa.
Il Panargiakos non si presentò ai due suoi incontri da disputare a Salonicco (contro il PAOK e l'Aris) e fu penalizzato di due punti oltre alla sconfitta a tavolino.

## Squadre partecipanti
| Squadra         | Città      | Stadio |
| --------------- | ---------- | ------ |
| Apollōn Smyrnīs | Atene      |        |
| Arīs Salonicco  | Salonicco  |        |
| Doxa Dramas     | Drama      |        |
| Ethnikos Pireo  | Il Pireo   |        |
| Olympiacos      | Il Pireo   |        |
| Panargeiakos    | Argo       |        |
| Panathīnaïkos   | Atene      |        |
| Paniōnios       | Nea Smyrnī |        |
| PAOK            | Salonicco  |        |
| Proodeftikī     | Korydallos |        |

## Classifica girone finale
|                   | Pos. | Squadra         | Pt | G  | V  | N | P  | GF | GS | DR  |
| ----------------- | ---- | --------------- | -- | -- | -- | - | -- | -- | -- | --- |
| Grecia (bandiera) | 1.   | Olympiacos      | 46 | 18 | 13 | 2 | 3  | 42 | 11 | +31 |
|                   | 2.   | Panathīnaïkos   | 46 | 18 | 14 | 0 | 4  | 41 | 13 | +28 |
|                   | 3.   | Apollōn Smyrnīs | 42 | 18 | 11 | 2 | 5  | 38 | 23 | +15 |
|                   | 4.   | PAOK            | 37 | 18 | 9  | 1 | 8  | 28 | 25 | +3  |
|                   | 5.   | Doxa Dramas     | 35 | 18 | 5  | 7 | 6  | 31 | 31 | 0   |
|                   | 6.   | Ethnikos Pireo  | 34 | 18 | 9  | 2 | 7  | 23 | 22 | +1  |
|                   | 7.   | Arīs Salonicco  | 34 | 18 | 5  | 6 | 7  | 23 | 24 | -1  |
|                   | 8.   | Paniōnios       | 33 | 18 | 6  | 3 | 9  | 30 | 28 | +2  |
|                   | 9.   | Proodeftikī     | 31 | 18 | 4  | 5 | 9  | 26 | 36 | -10 |
|                   | 10.  | Panargeiakos    | 16 | 18 | 0  | 0 | 18 | 7  | 76 | -69 |

Legenda:

      Campione di Grecia
Note:

Tre punti a vittoria, due a pareggio, uno a sconfitta.
Ethnikos Pireo 4 punti di penalizzazione.
Panargiakos 2 punti di penalizzazione.

### Verdetti
- Olympiakos Pireo campione di Grecia

## Marcatori
| Gol |  |  | Giocatore             | Squadra         |
| --- |  |  | --------------------- | --------------- |
| 15  |  |  | Petros Christoforidis | Proodeftikī     |
| 11  |  |  | Thanasis Saravakos    | Paniōnios       |
| 10  |  |  | Michalis Sofianos     | Panathīnaïkos   |
| 10  |  |  | Īlias Yfantīs         | Olympiacos      |
| 9   |  |  | Jiorgos Kamaras       | Apollōn Smyrnīs |